# Jules Paul Benjamin Delessert

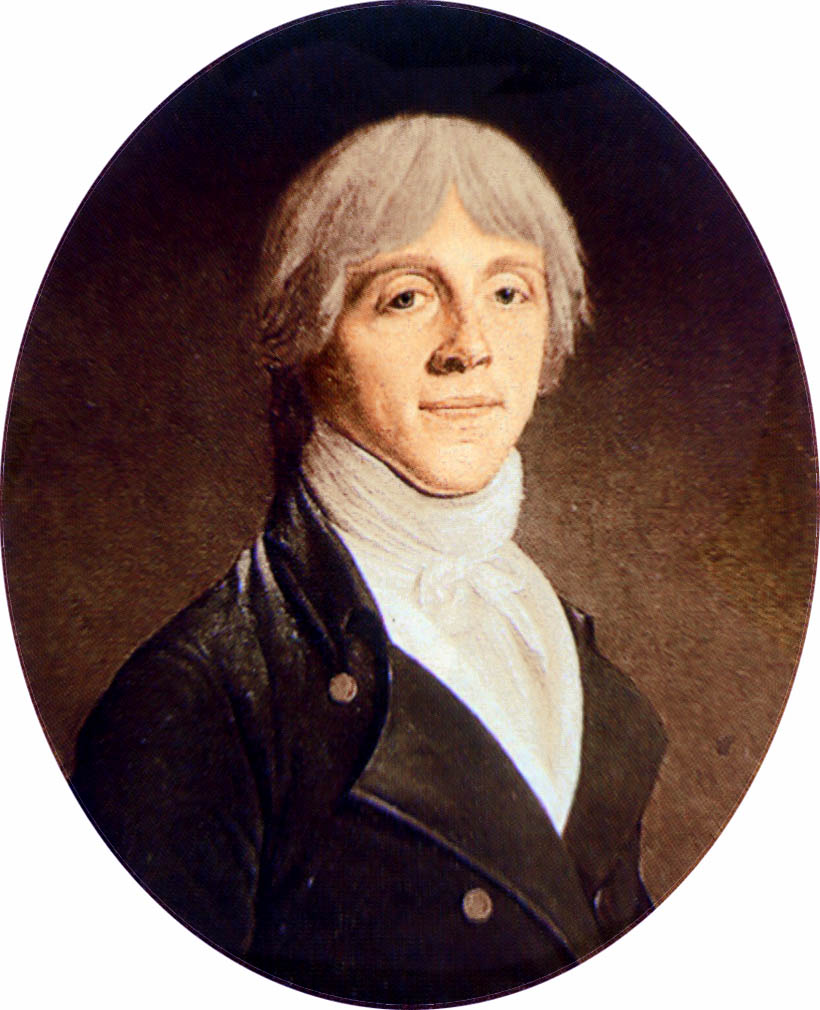
Jules Paul Benjamin Delessert

Das auf einem Grundstück zwischen der Rue Basse und der Rue Beethoven in Passy gelegene Landhaus von Benjamin Delessert nach einem Gemälde von F. Villeneuve aus dem Jahr 1832

Baron Jules Paul Benjamin Delessert, genannt Benjamin Delessert, (* 14. Februar 1773 in Lyon; † 1. März 1847 in Paris) war ein französischer Bankier, Fabrikant und Naturwissenschaftler. Sein offizielles botanisches Autorenkürzel lautet „Deless.“

## Leben
Delessert war der Sohn des Bankiers Étienne Delessert (1735–1816) und entstammte einer calvinistischen Familie aus dem heutigen Kanton Waadt in der Schweiz. 1777 siedelte er mit seiner Familie von Lyon nach Paris über, wo der Vater im Handel und in der Industrie sehr erfolgreich wurde. Delessert diente am Anfang der französischen Revolution in der Artillerie, musste jedoch nach dem 10. August 1792 als Anhänger La Fayettes, die Armee verlassen und übernahm 1795 das Bankgeschäft seines Vaters.
1801 legte er in Passy Runkelrübenzuckerfabriken an und wurde wegen seiner Verdienste um die inländische Industrie von Napoléon Bonaparte zum Mitglied der Ehrenlegion und 1813 zum Kommandanten einer Legion der Pariser Nationalgarde ernannt. Nach der Restauration wurde er Mitglied der Kommission für die Verbesserung der Gefängnisse, jedoch nach der zweiten Rückkehr der Bourbonen wieder entlassen. Auf seine Initiative hin wurde 1818 das Livret A, eine heute noch in Frankreich bestehende Form des Sparbuchs geschaffen. 1817 wurde er vom Département de la Seine (heute Paris) als Deputierter in die Chambre des députés française gewählt und war dort bis 1838 Mitglied. Er hatte seinen Sitz im linken Zentrum und gehörte zu den entschiedensten und tätigsten Mitgliedern der freisinnigen Partei.
Einen Freund ließ er das Werk „Icones selectae plantarum“ (Par. 1820–39, 5 Bde., jeder Band mit 100 Kupferstichen) auf seine Kosten drucken. Er machte sich als Vorstand der Armenhäuser von Paris, als Mitbegründer der Sparkassen in Frankreich und der „Société philanthropique“ sowie durch seine Fürsorge für die Arbeiter und auch durch Unterstützung wissenschaftlicher und künstlerischer Bestrebungen sehr verdient und war Besitzer einer von seinem Vater begründeten wertvollen Gemäldesammlung (mit Raffaels Madonna: la Vierge de la Maison d'Orléans) und Kupferstichsammlung, auch einer der reichsten naturwissenschaftlichen Sammlungen, darunter von Conchylien.

## Familie
Sein ältester Bruder Francois Marie Delessert (1780–1867) war Chef eines Bankhauses, einer der Regenten der Banque de France sowie Mitglied des Instituts.
Der zweite Bruder, Gabriel Delessert (1786–1858), war Fabrikant in Passy unter dem Kaiserreich, Brigadegeneral der Pariser Nationalgarde nach der Julirevolution und vom 6. September 1836 bis 24. Februar 1848 Polizeipräfekt in Paris.
Dessen Sohn Alexandre Henri Edouard (* 1828) begleitete 1850 Louis-Félicien-Joseph Caignart de Saulcy auf seiner Reise nach Palästina und berichtete darüber in „Voyage aux villes maudites“ (1853, 4. Ausg. 1855). Er war Mitbegründer des „Athenaeum français“ und hat sich auch sonst in der Belletristik bekannt gemacht.

## Ehrungen
1816 wurde er zum Mitglied der Académie des sciences und 1838 der Deutschen Akademie der Naturforscher Leopoldina gewählt. 1840 wurde Delessert von Félix Édouard Guérin-Méneville als Mitglied Nummer 181 der Société Cuvierienne vorgestellt.
Nach ihm wurden die Pflanzengattungen Delesseria J.V.Lamour. und Lessertia DC. benannt.

## Schriften und Werke
- Recueil de coquilles décrites par Lamarck. 1841 ff.
- Des avantages de la caisse d'épargne et de prévoyance. 1835.
- mit Joseph Marie Degérando: Les bons exemples, nouvelle morale en action. 3. Ausg. 1867.
- Guide du bonheur. 1839. (4. Auflage. 1855)